# ハムザ・ユーサフ
ハムザ・ユーサフ（英語: Humza Haroon Yousaf, [ˈhʌmzə ˈjʊsəf]、ウルドゥー語: حمزہ ہارون یوسف、1985年4月7日 - ）は、イギリス・スコットランドの政治家。スコットランド自治政府首相（第6代）、スコットランド国民党党首（第15代）を歴任。フムザ・ユーサフとも。ムスリム。

## 経歴

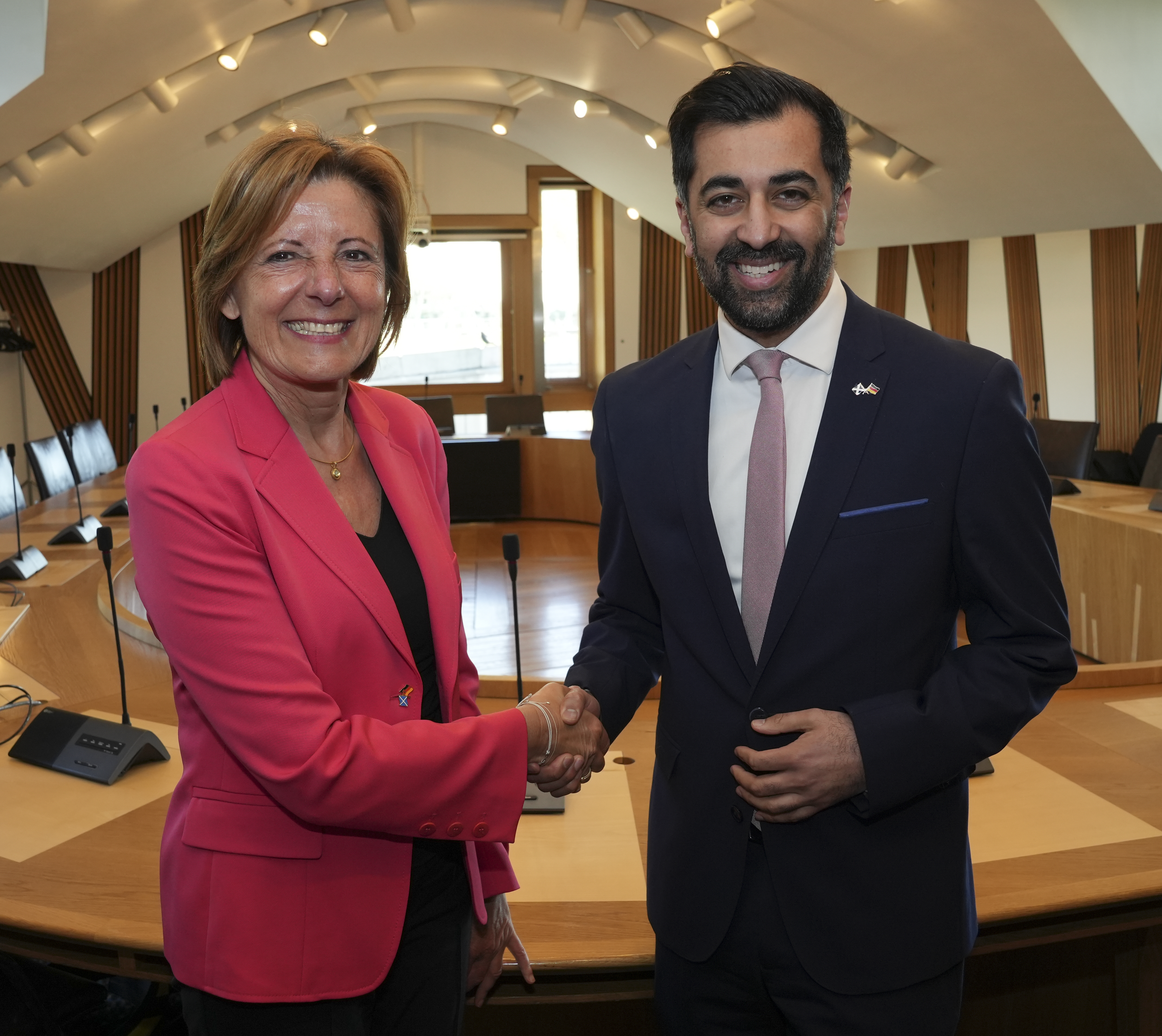
ドイツのラインラント＝プファルツ州首相のマル・ドライヤーと（2023年4月19日）

2023年3月にスコットランド国民党党首、並びにスコットランド自治政府首相に就任し、イギリスの地方自治政府における初の少数民族指導者となり、またイギリスの主要政党を率いる初のイスラム教徒となった。2024年4月下旬にスコットランド緑の党との連立協定を紆余曲折の末に破棄したことで緑の党との対立が決定的となり、4月29日に自治政府首相からの辞任を表明した。